# Kelamangalam
Kelamangalam es una ciudad y nagar Panchayat situada en el distrito de Krishnagiri en el estado de Tamil Nadu (India). Su población es de 13221 habitantes (2011). Se encuentra a 45 km de Krishnagiri y a 54 km de Bangalore.

## Demografía
Según el censo de 2011 la población de Kelamangalam era de 13221 habitantes, de los cuales 6684 eran hombres y 6637 eran mujeres. Kelamangalam tiene una tasa media de alfabetización del 75,23%, inferior a la media estatal del 80,09%: la alfabetización masculina es del 81,19%, y la alfabetización femenina del 69,16%.